# SNCB 25.5 sorozat
Az SNCB 25.5 sorozat egy belga Bo′Bo′ tengelyelrendezésű, kétáramnemű villamosmozdony-sorozat. A BN/ACEC gyártotta 1960 és 1961 között az SNCB részére. Összesen 8 db készült belőle. 1973 és 1974 között teljes felújításon esett át a sorozat. A mozdonysorozat az SNCB 25 sorozat módosított változata volt, felkészítve a nemzetközi ingavonati forgalomra Amszterdam és Brüsszel között. Az újabb SNCB 11 sorozatú mozdonyok érkezésével a nemzetközi teherszállításban dolgoztak, majd 2009-ben selejtezésre kerültek.